# Ulica Ryszarda Berwińskiego w Poznaniu
Ulica Berwińskiego – krótka, lecz ruchliwa ulica leżąca na Łazarzu, na obszarze jednostki pomocniczej Osiedle Św. Łazarz w Poznaniu. Biegnie ze wschodu na zachód, łącząc ul. Głogowską z ul. Matejki. Dawniej w tym miejscu płynął strumień, kierujący się w stronę Wildy. Jej przedłużenie w kierunku wschodnim to ul. Kanałowa, a ku zachodowi – plac i ul. Wyspiańskiego. Została wytyczona około 1900 r. i nosiła niemiecką nazwę Barthstrasse. Po odzyskaniu niepodległości w 1919 r. jej patronem został Ryszard Berwiński. Północną pierzeję ulicy stanowi Park Wilsona, oddzielony betonową ażurową balustradą z balaskami, projektu (wraz z nadal czynnym szaletem podziemnym) Władysława Czarneckiego z lat 20. XX w.
Po stronie południowej znajdują się trzy różnorodne budynki. Nr 1 to boczne skrzydło kamienicy przy ul. Głogowskiej, wzniesionej w latach 1927–1928 przez Władysława Czarneckiego. Wielkie prostokątne okno w połaci dachowej należało przed 1939 r. do atelier rzeźbiarza Ludwika Pugeta. Po II wojnie światowej wiele lat dach był zwieńczony charakterystycznym neonem zachęcającym do zwiedzania pobliskiej Palmiarni.
Pod nr 2/4 wznosi się okazały trzypiętrowy budynek Szkoły Podstawowej nr 26, noszącej imię Ryszarda Berwińskiego. Został wzniesiony w latach 1903–1905 według projektu Heinricha Grüdera jako Szkoła Średnia (niem. Mittelschule), następnie Szkoła Wydziałowa, w stylu niemieckiego neorenesansu. Elewacje licowane są żółtą cegłą. W szczycie ryzalitu środkowego umieszczony jest zegar. Zwracają uwagę starannie wykonane portale z czerwonego piaskowca. Mieści się tu również szkolne schronisko młodzieżowe.
Budynek nr 5 to elegancka willa z 1908 r., zapewne projektu Paula Genge, zbudowana dla prawnika Paula Ueckera. Ozdobiona jest neoklasycystyczną dekoracją sztukatorską, w tym kopiami antycznych reliefów. W okresie międzywojennym należała do znanego fabrykanta wódek i likierów, Artura Gaede, później mieścił się tu konsulat francuski. W latach okupacji stała się rezydencją niemieckiego gauleitera Arthura Greisera. Po wojnie została siedzibą rozgłośni poznańskiej Polskiego Radia – obecnie Radio Poznań.

## Galeria

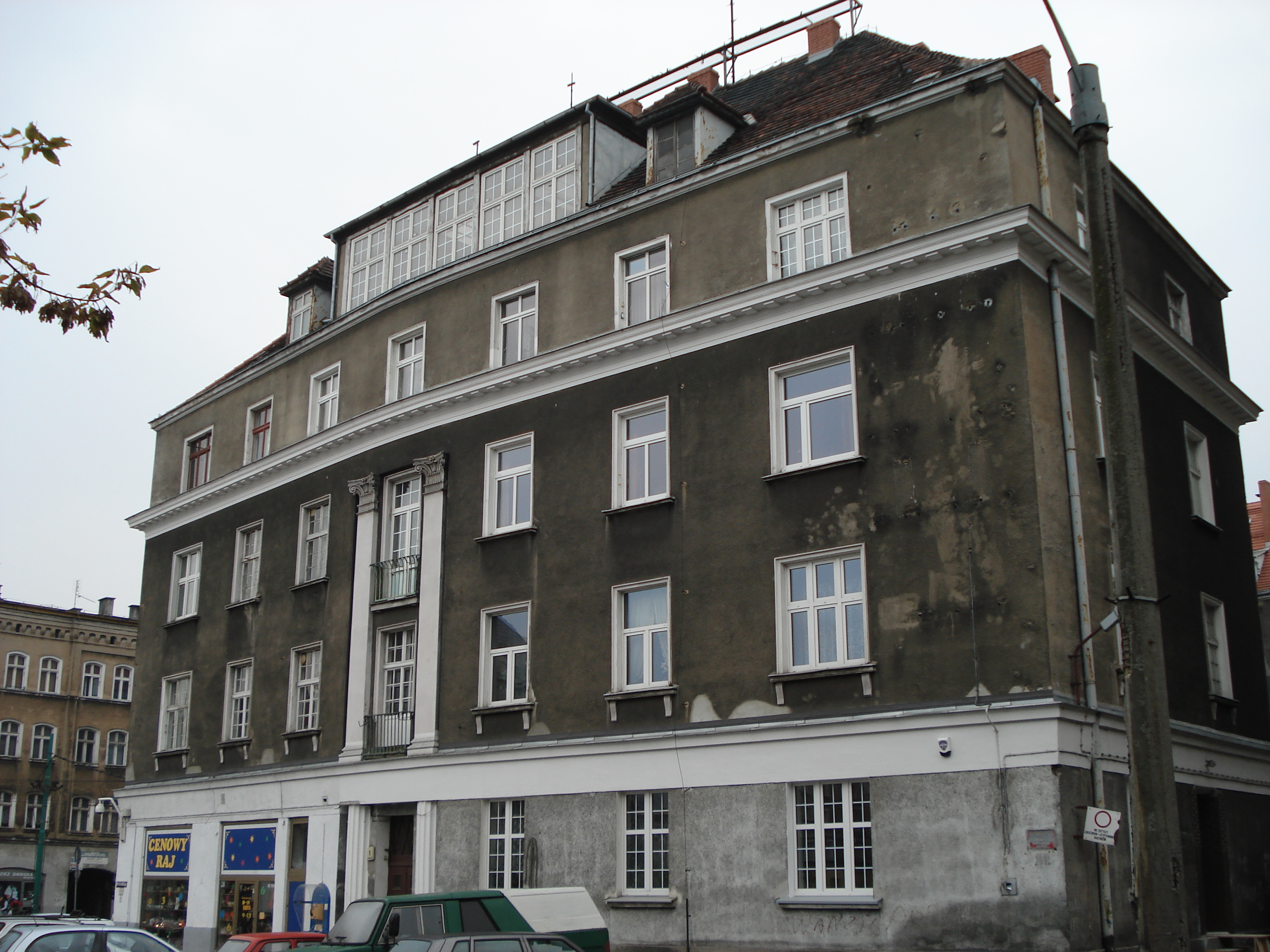
ul. Berwińskiego 1
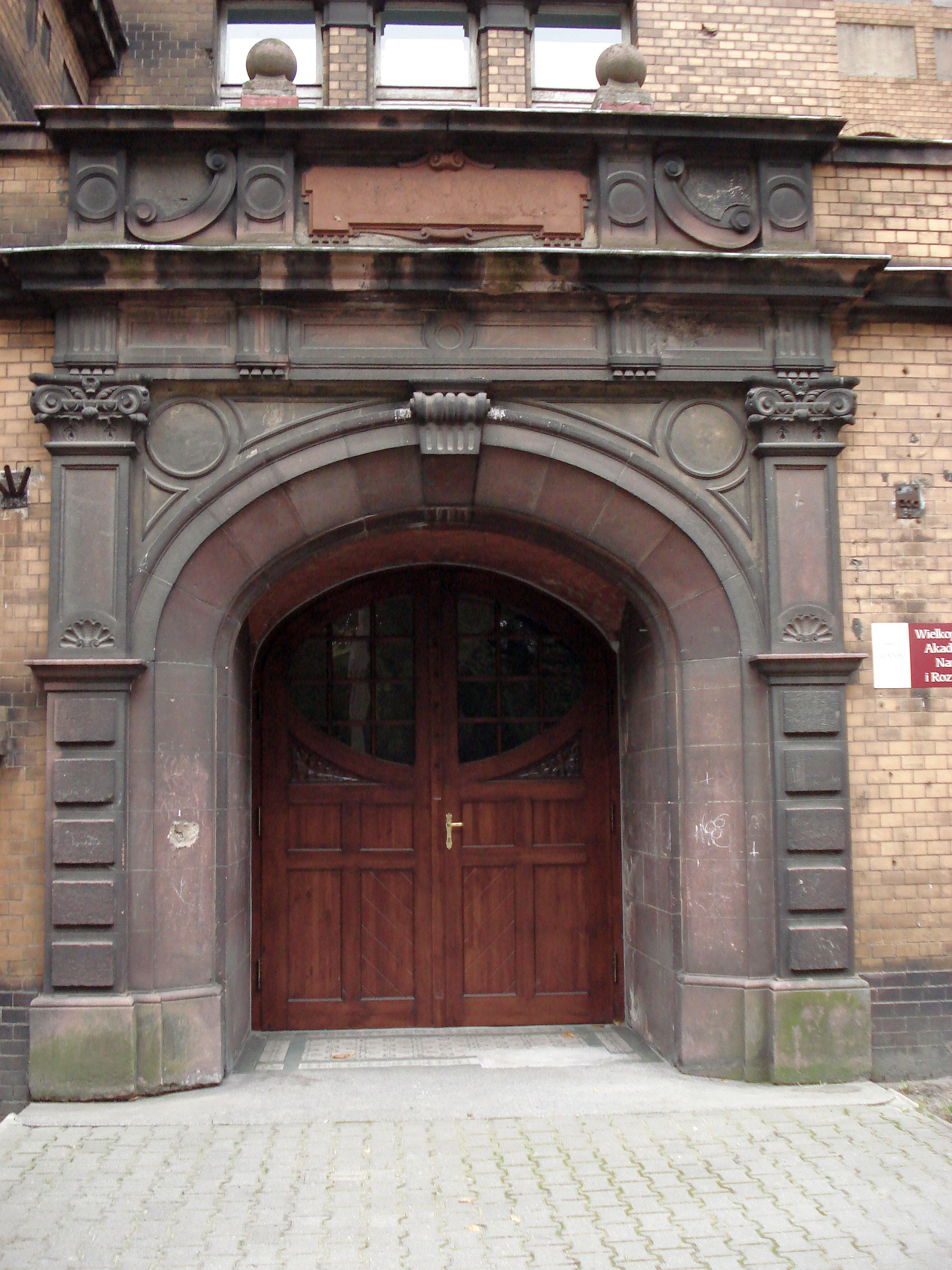
portal szkoły
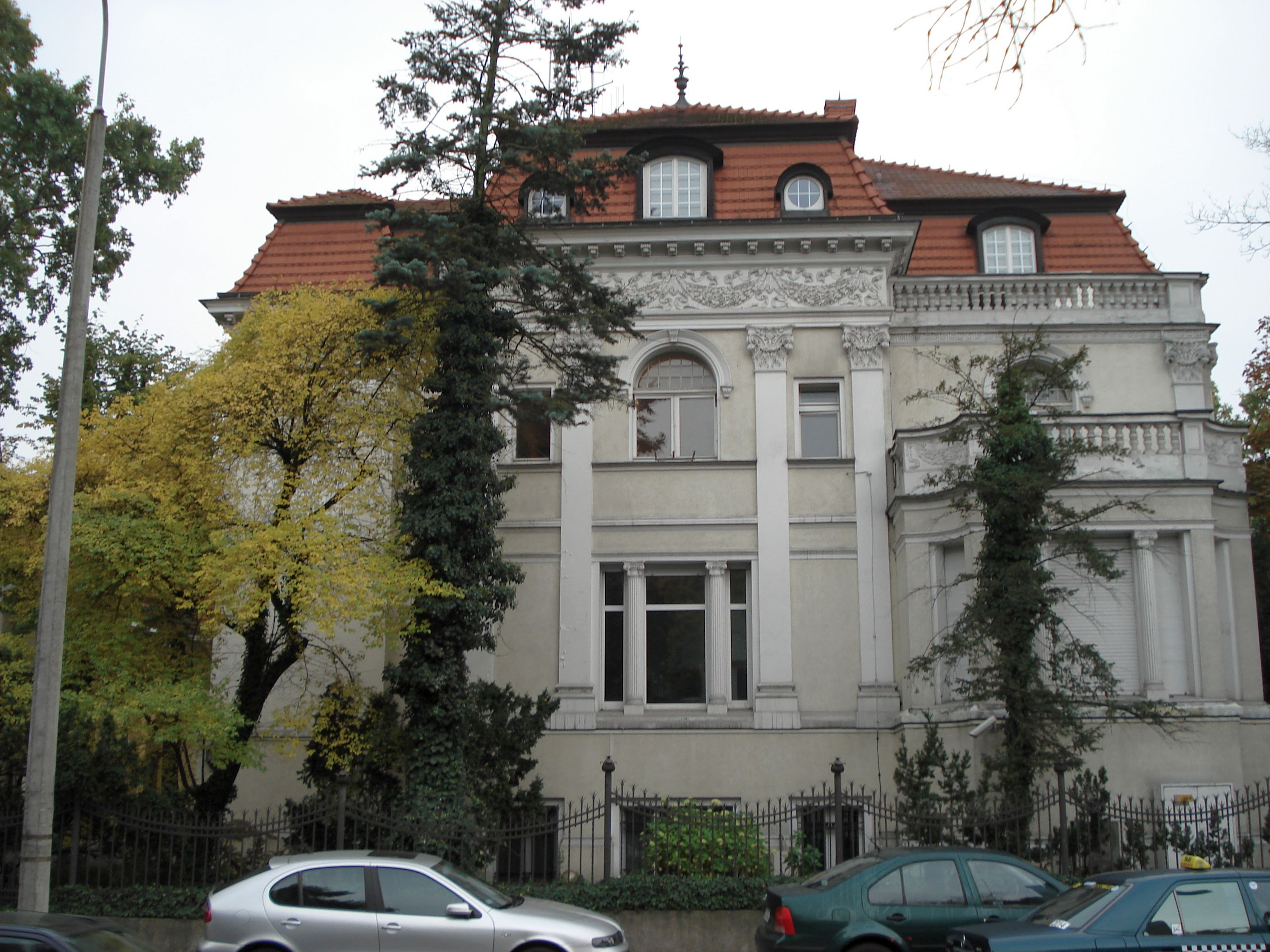
Radio Poznań
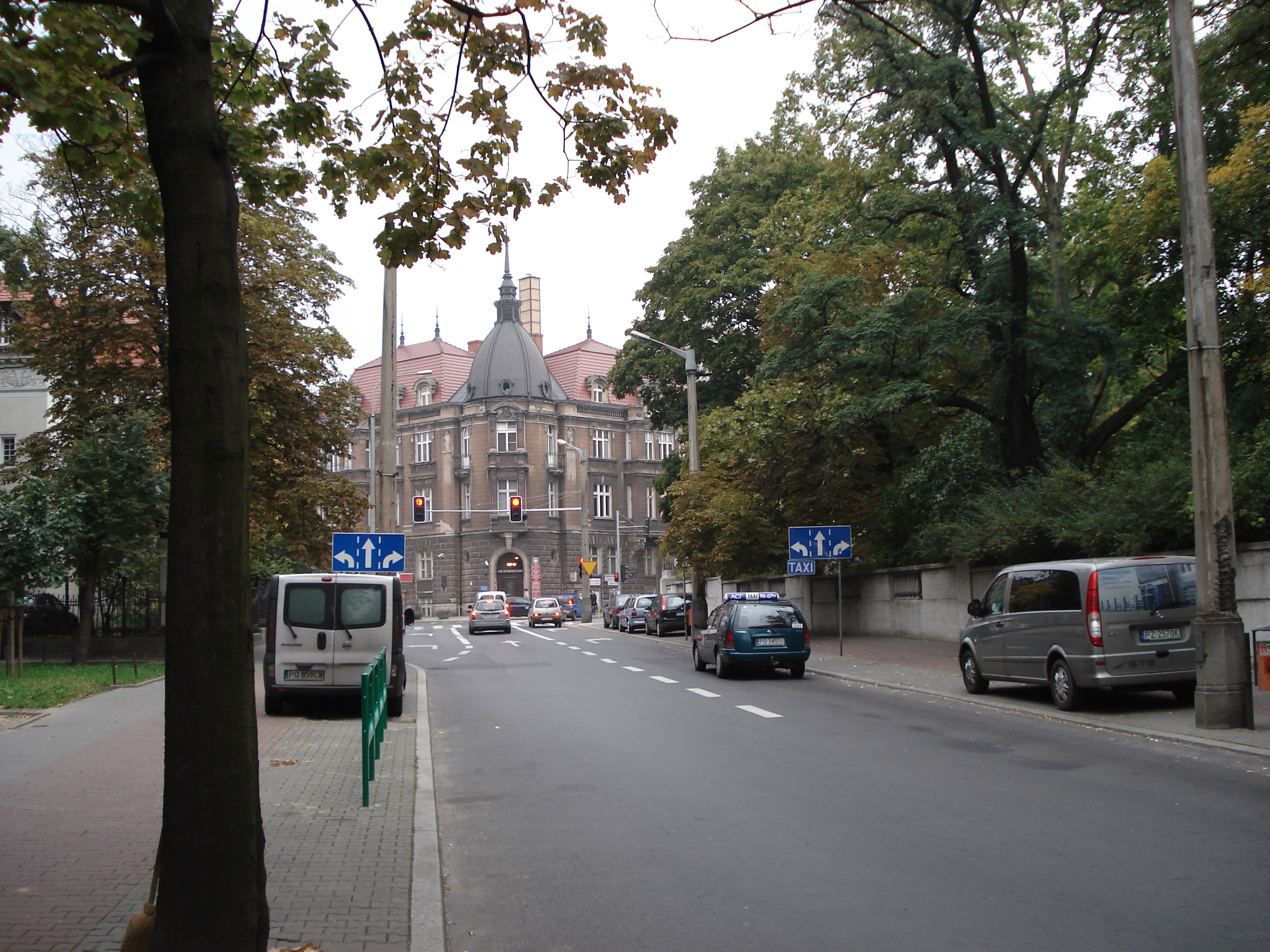
widok w stronę zach.
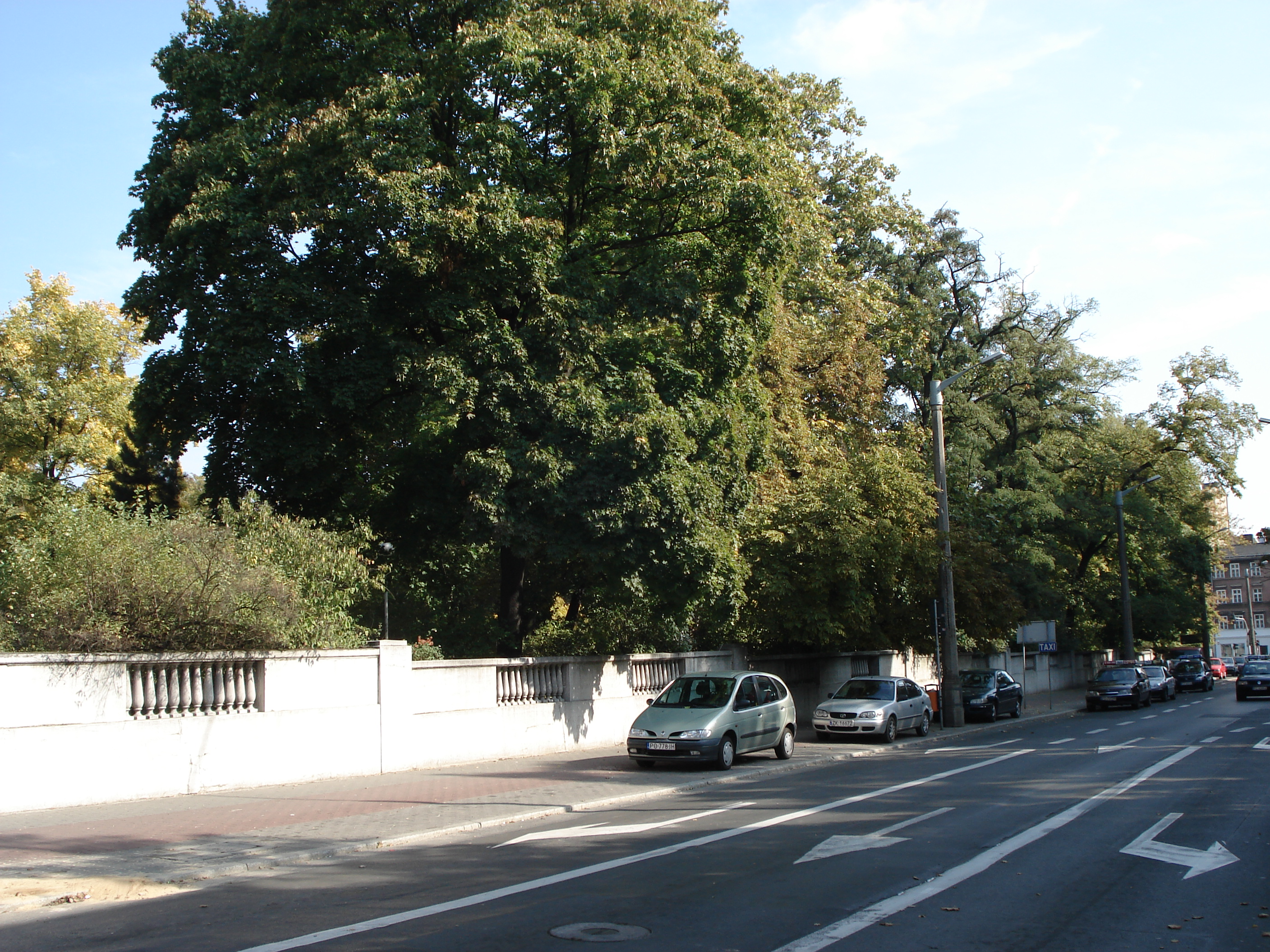
widok w stronę wsch.
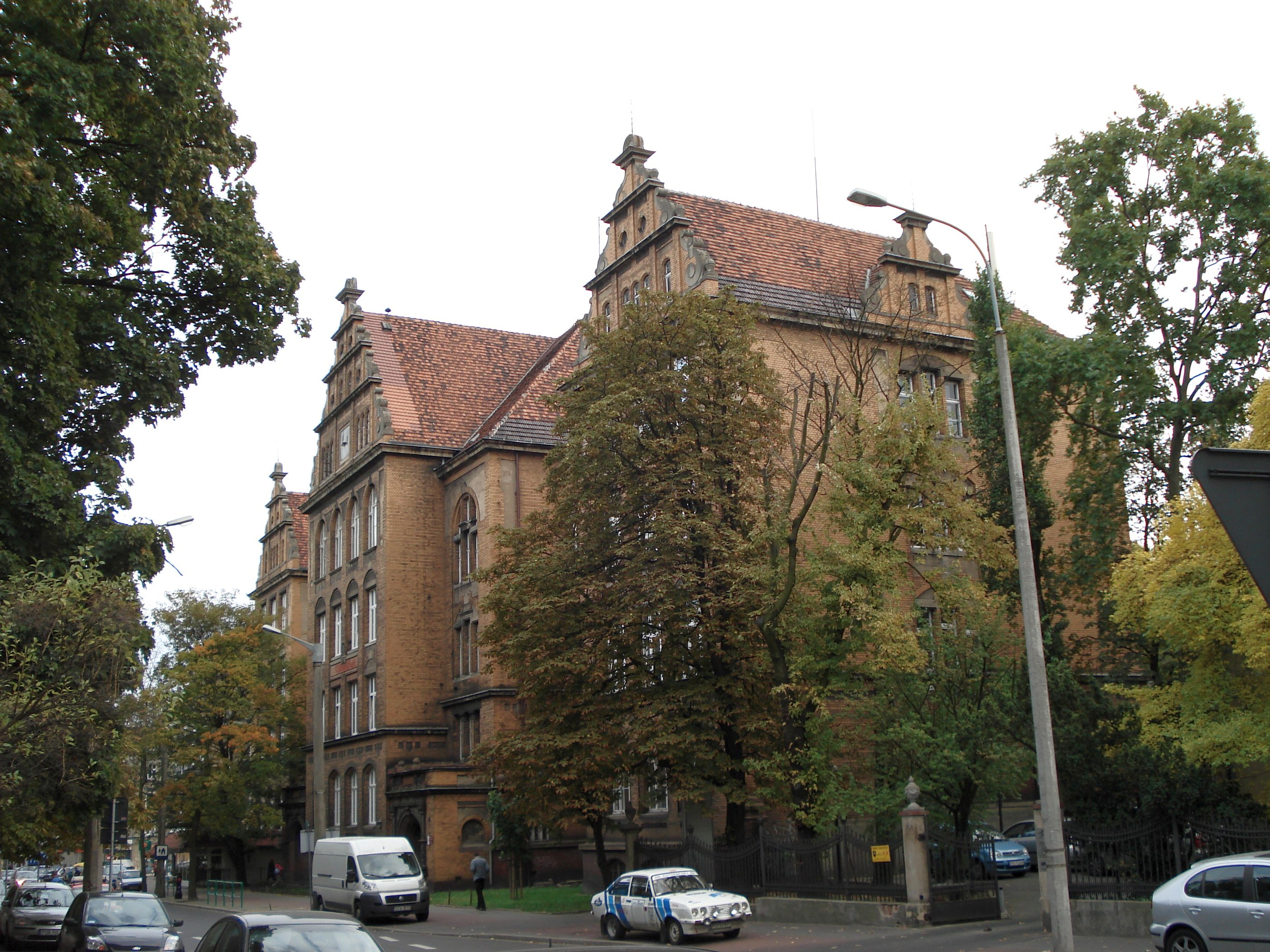
Szkoła przy ul. Berwińskiego